# Psychotria malchairii
Psychotria malchairii är en måreväxtart som beskrevs av De Wild.. Psychotria malchairii ingår i släktet Psychotria och familjen måreväxter. Inga underarter finns listade i Catalogue of Life.